# Pheosiopsis viresco
Pheosiopsis viresco är en fjärilsart som beskrevs av Alexander Schintlmeister 1997. Pheosiopsis viresco ingår i släktet Pheosiopsis och familjen tandspinnare. Inga underarter finns listade i Catalogue of Life.